# Les Champignons de Paris
Les Champignons de Paris est une nouvelle d’Amélie Nothomb parue dans Charlie Hebdo en neuf épisodes, entre le 4 juillet et le 29 août 2007.

## Résumé
La nouvelle prend place à Paris, où Sidoine, un « Parisien de souche », escroque les amis de personnes défuntes pour gagner sa vie.